# Церковь Кармравор
Церковь Кармравор (арм. Կարմրաւոր Եկեղեցի) — расположена в провинции Арагацотнской области, Армения.
Храм построен в VII веке священниками Григорием и Манасом. Он представляет собой небольшое строение крестообразной формы, на крыше установлен восьмиугольный барабан.

## Галерея

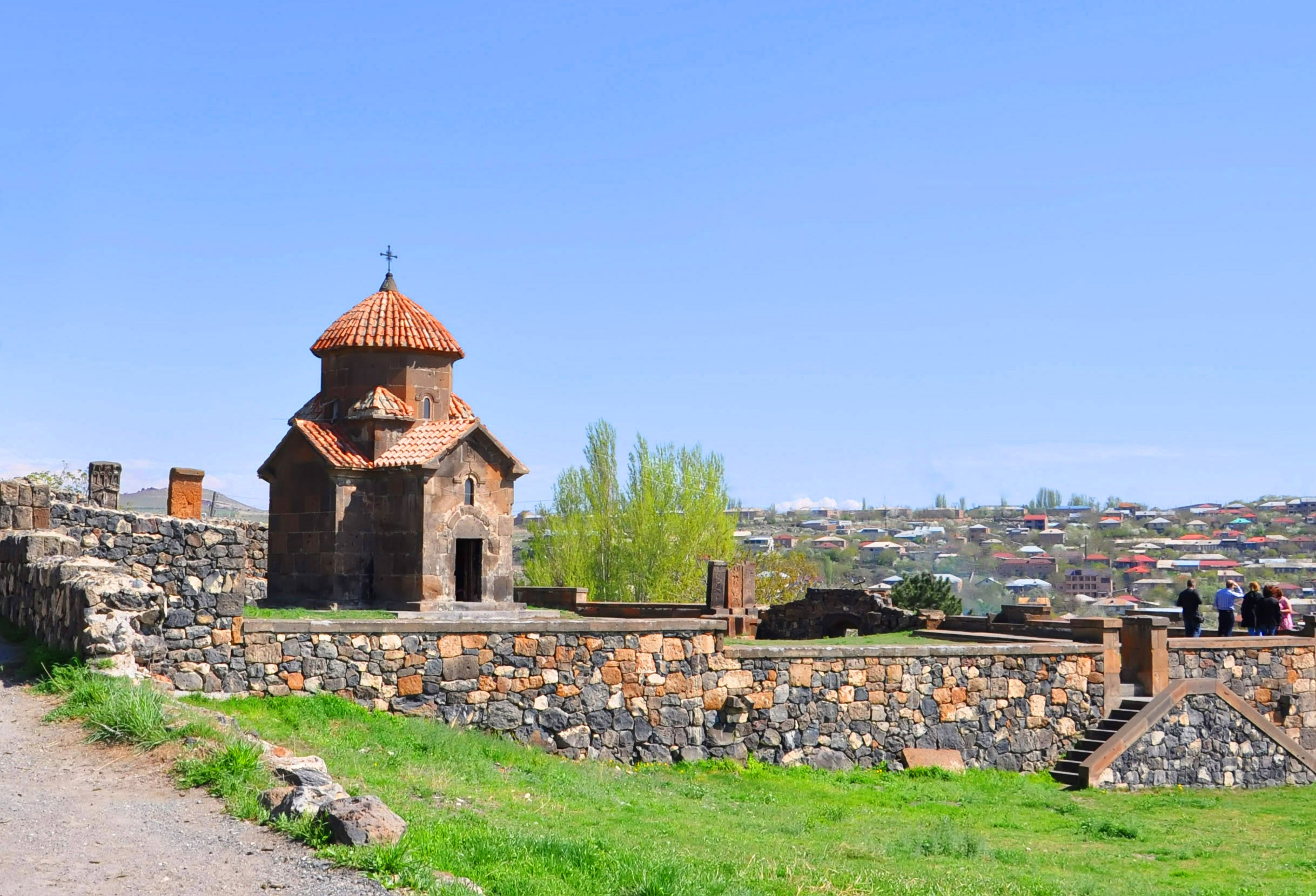
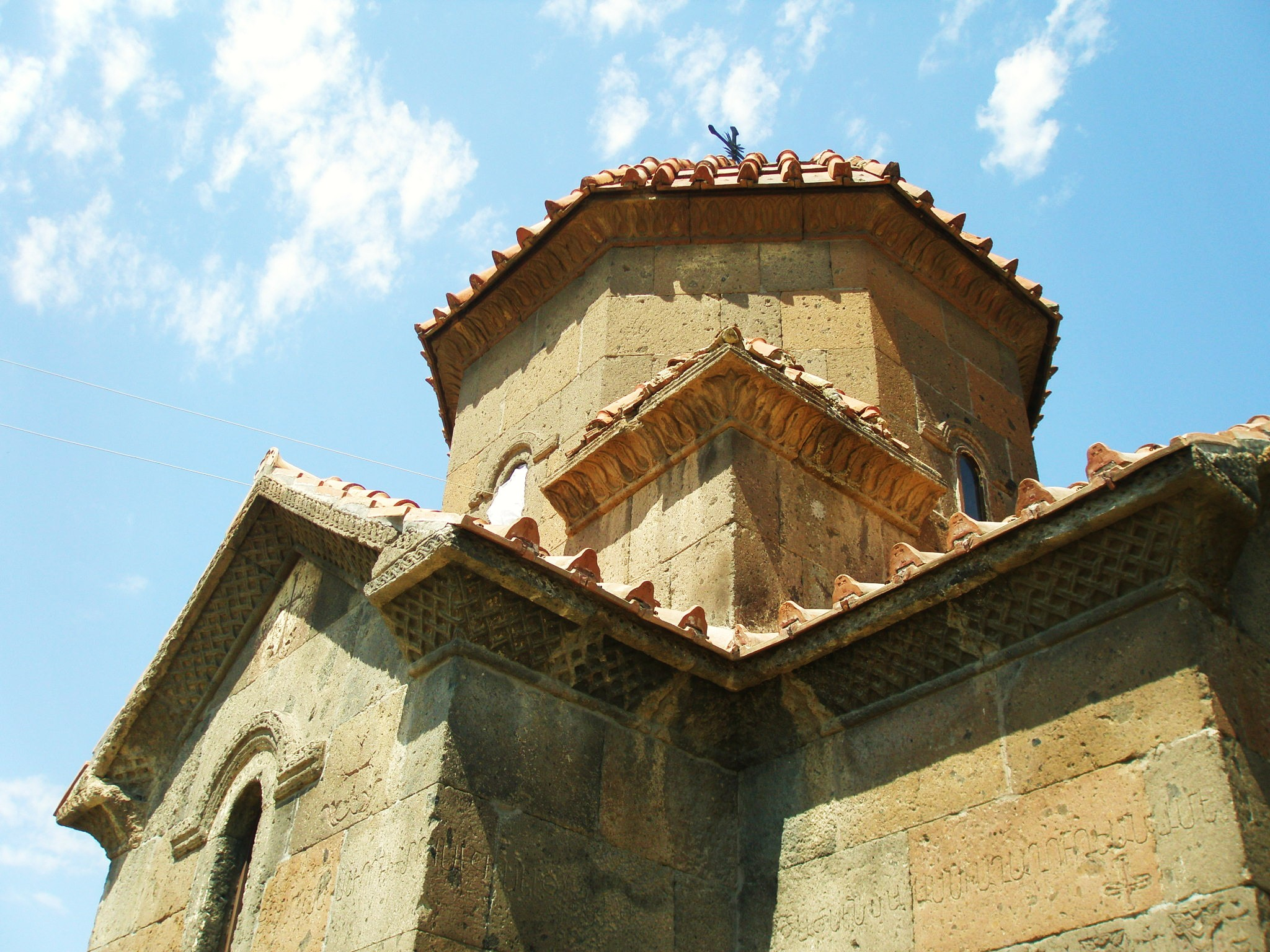
Один из видов церкви
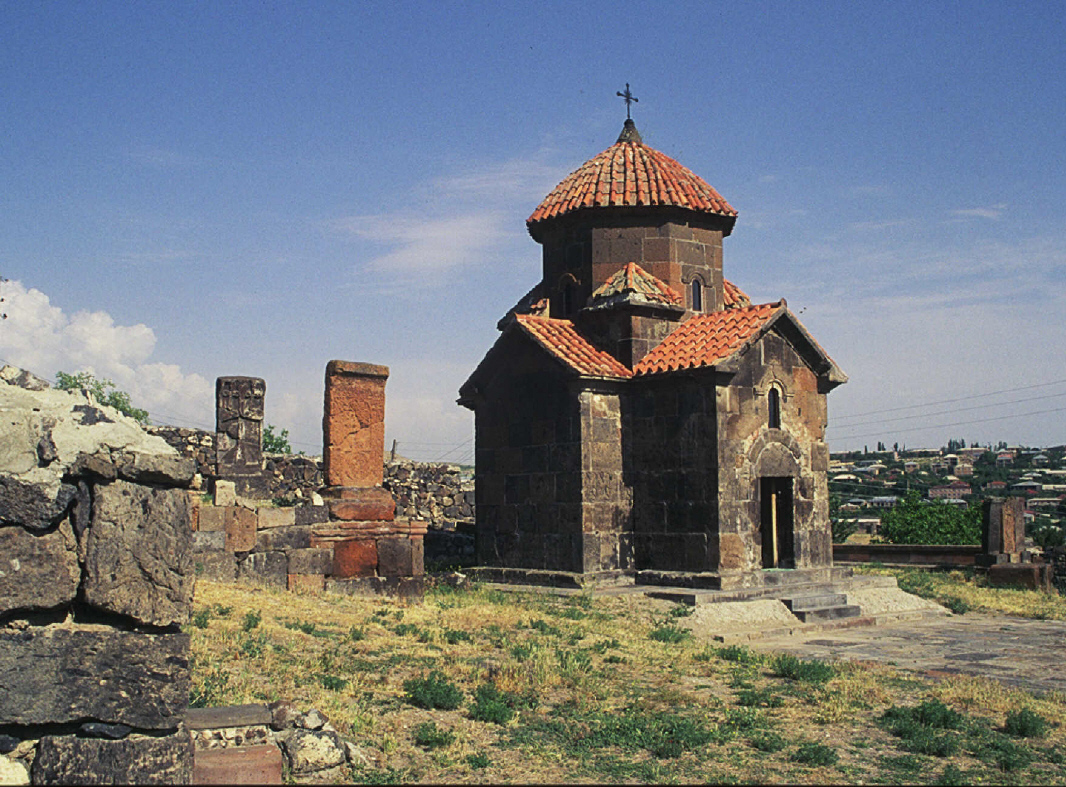
Один из видов церкви
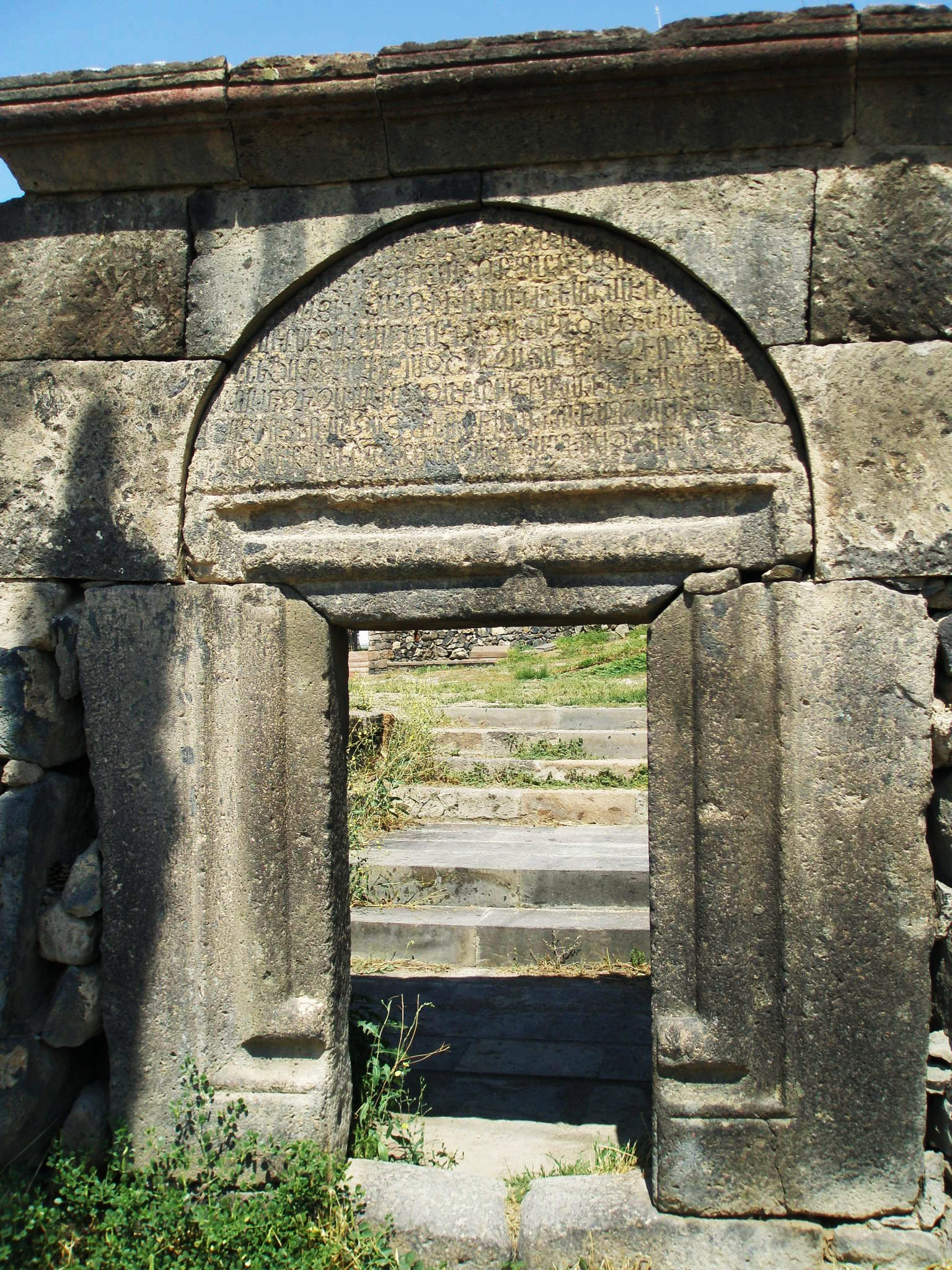
Ворота в стене с надписью на древнеармянском
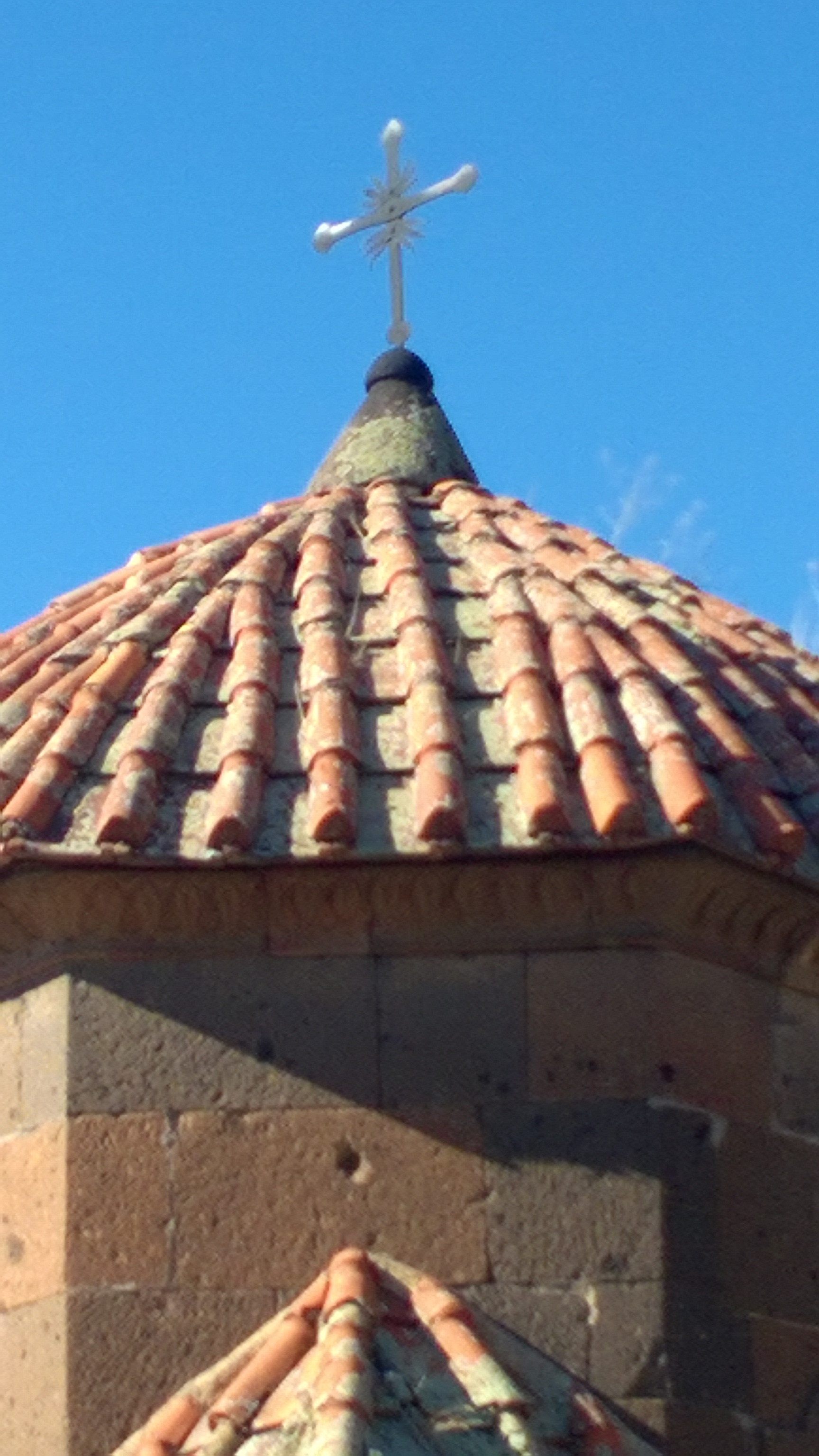
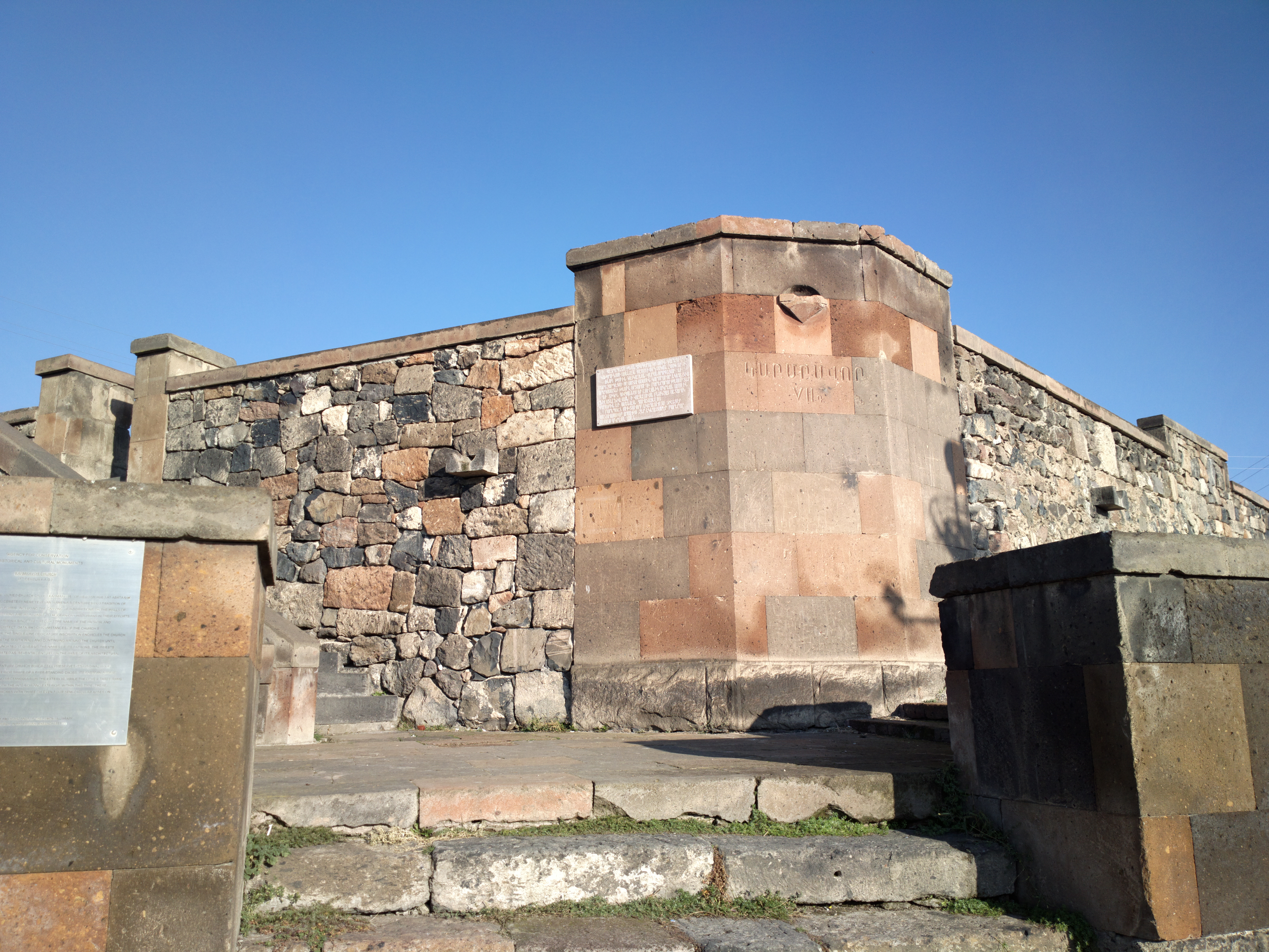
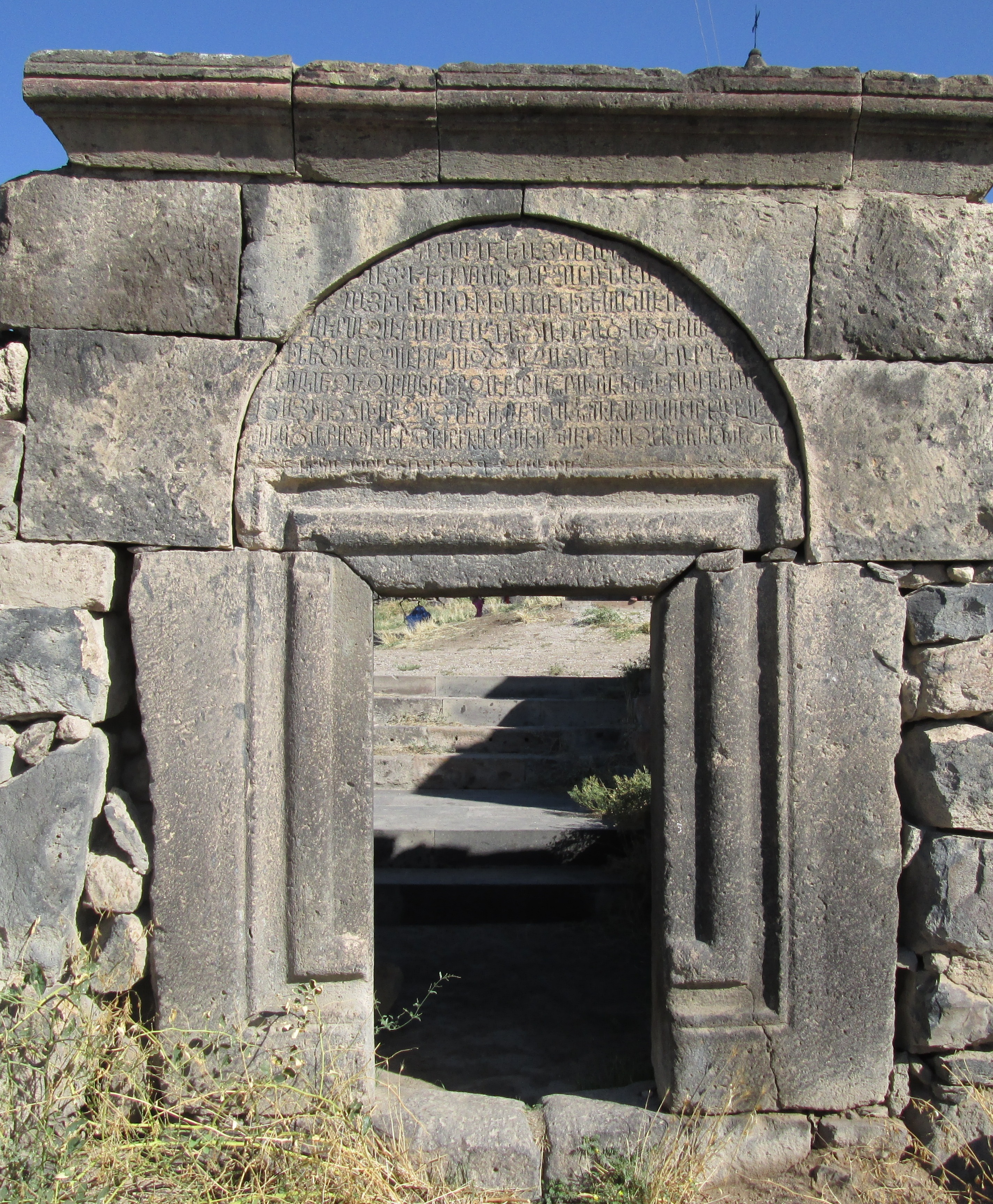
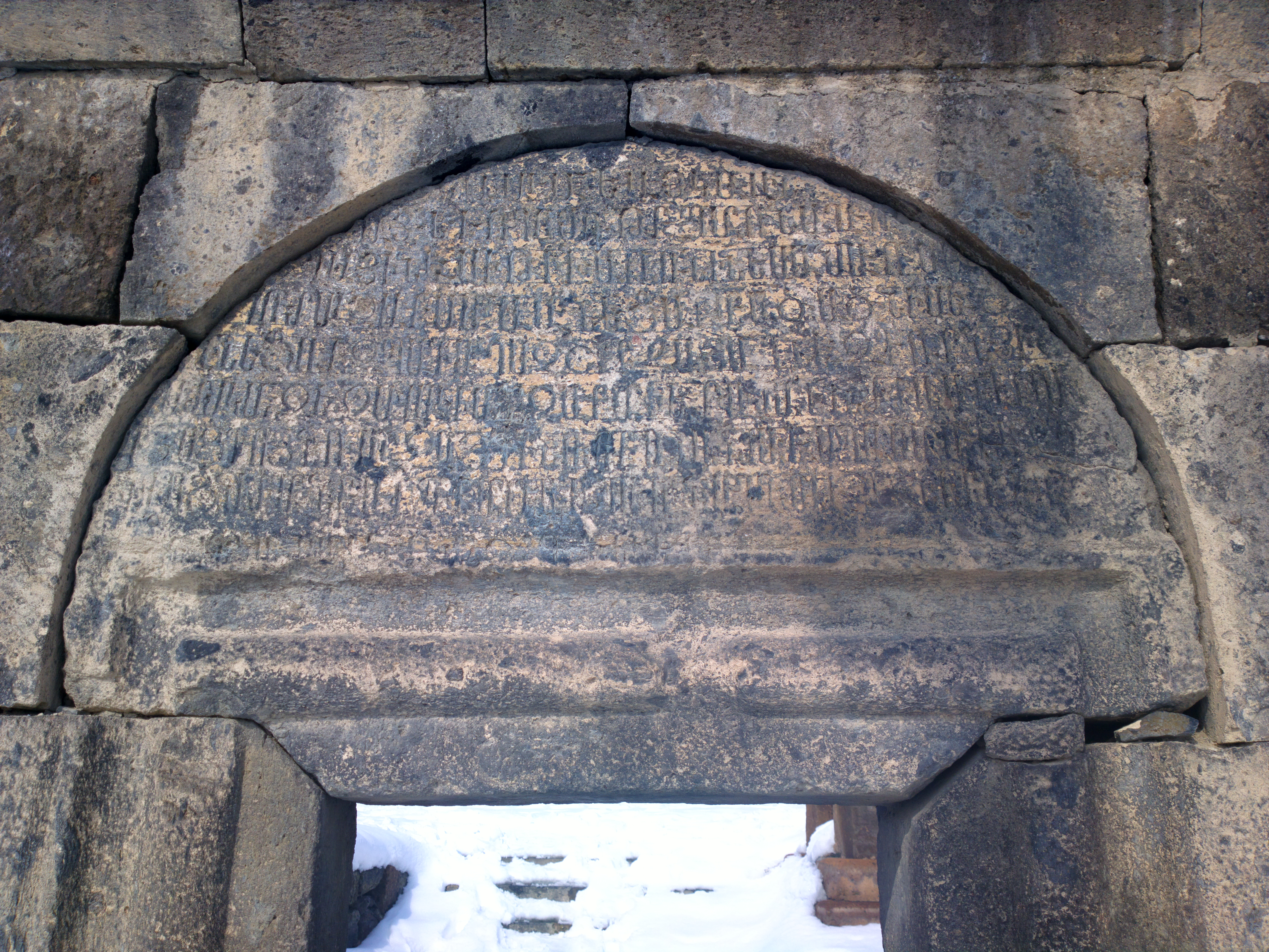
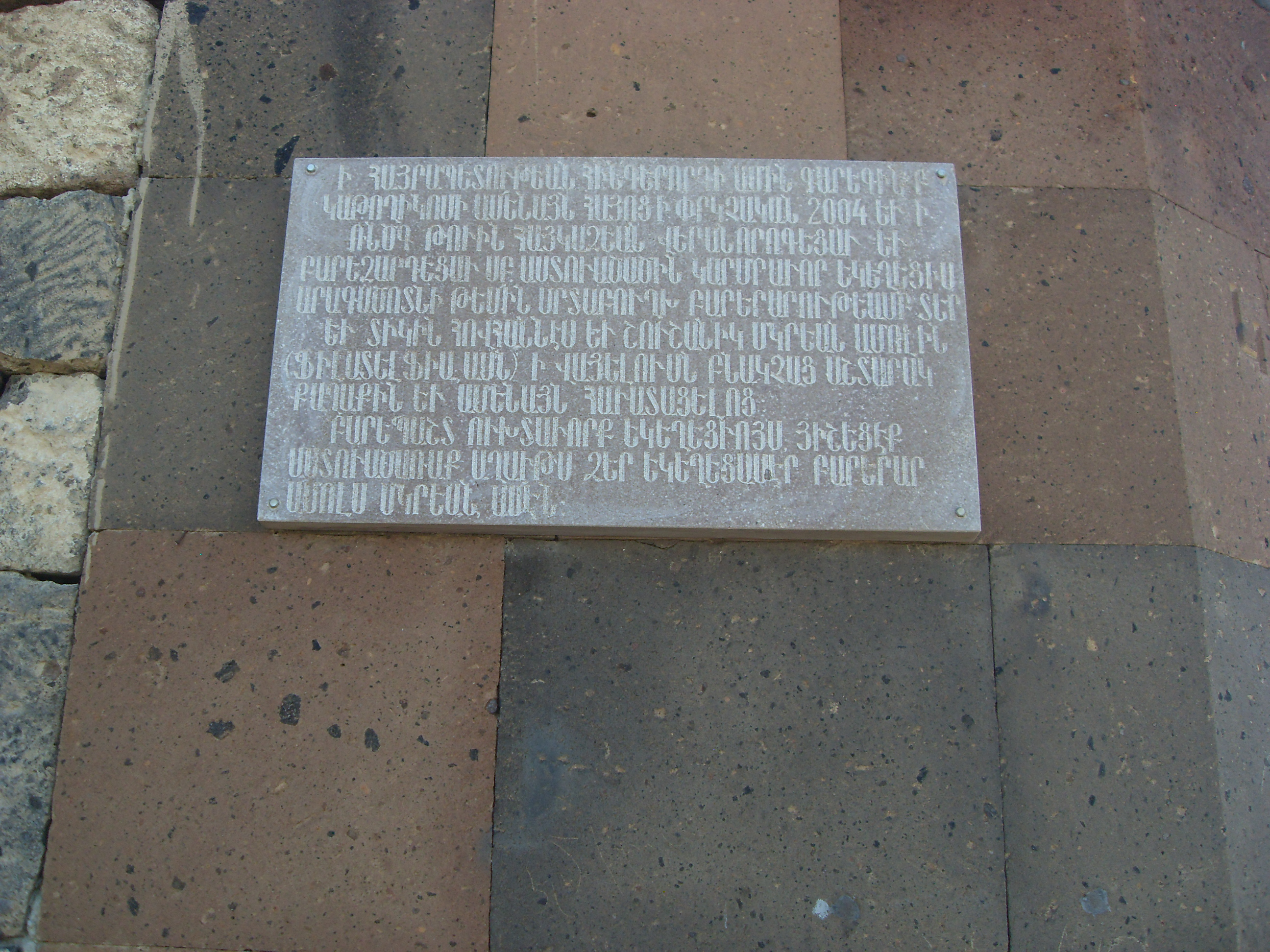
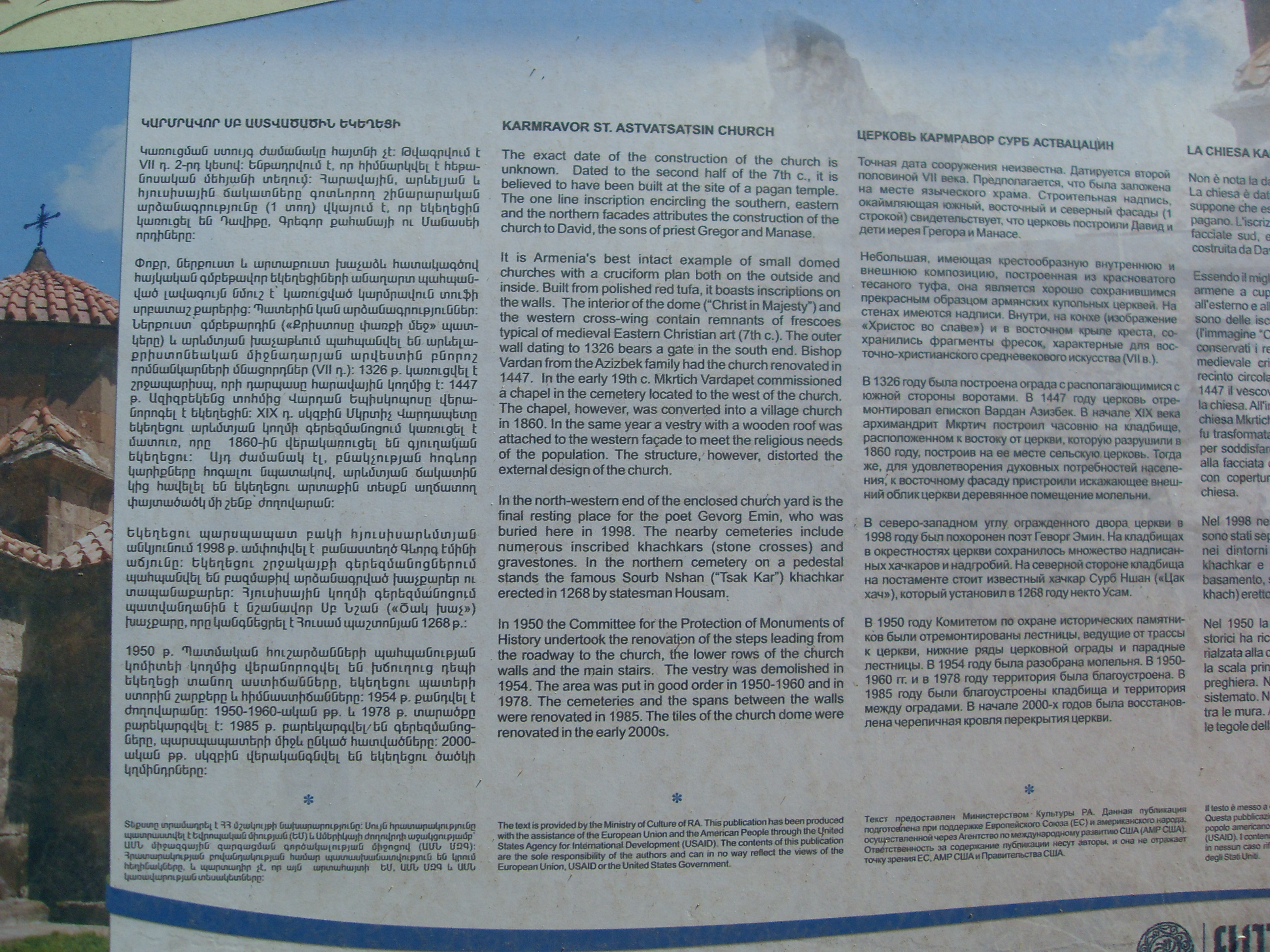
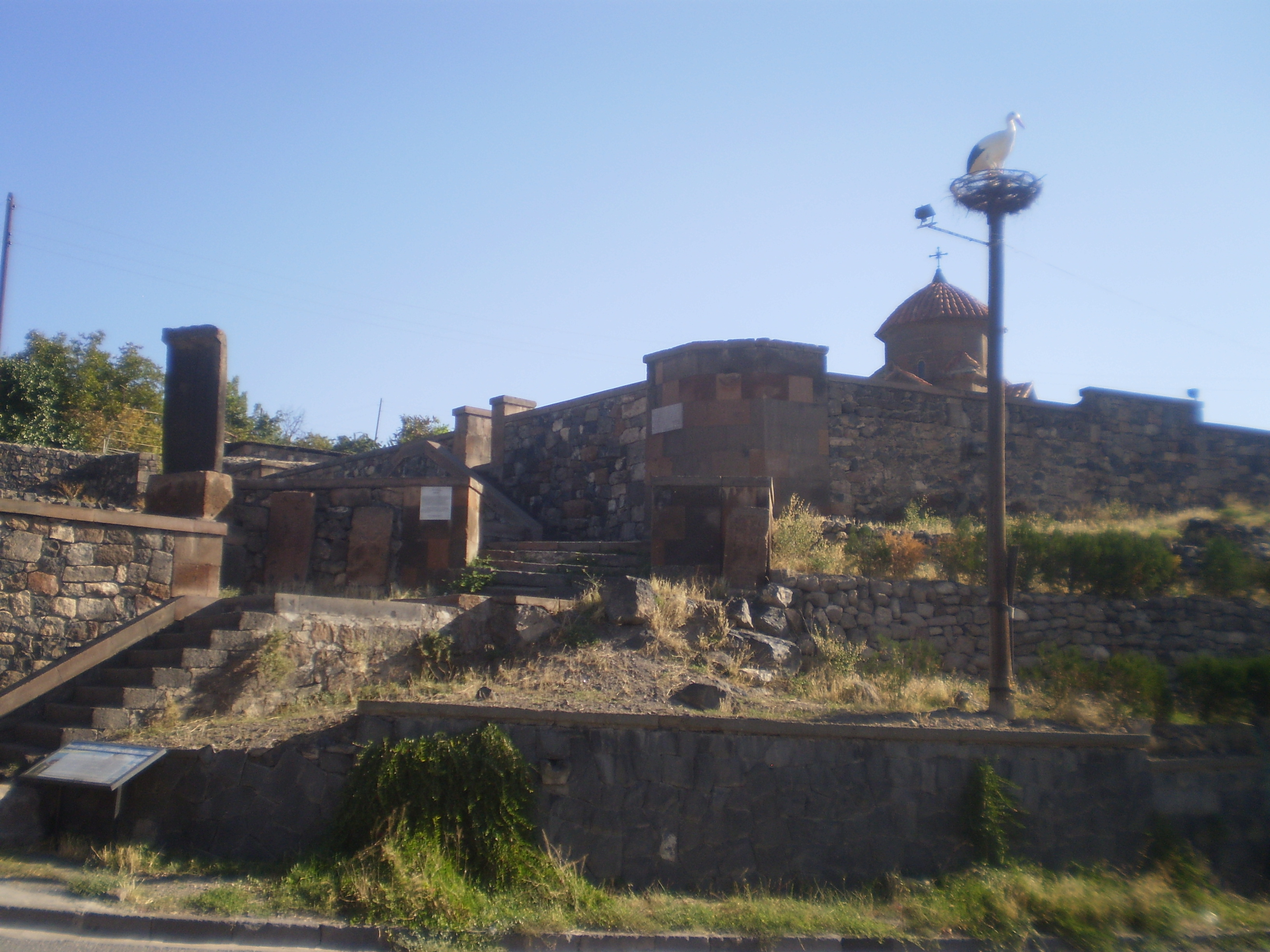
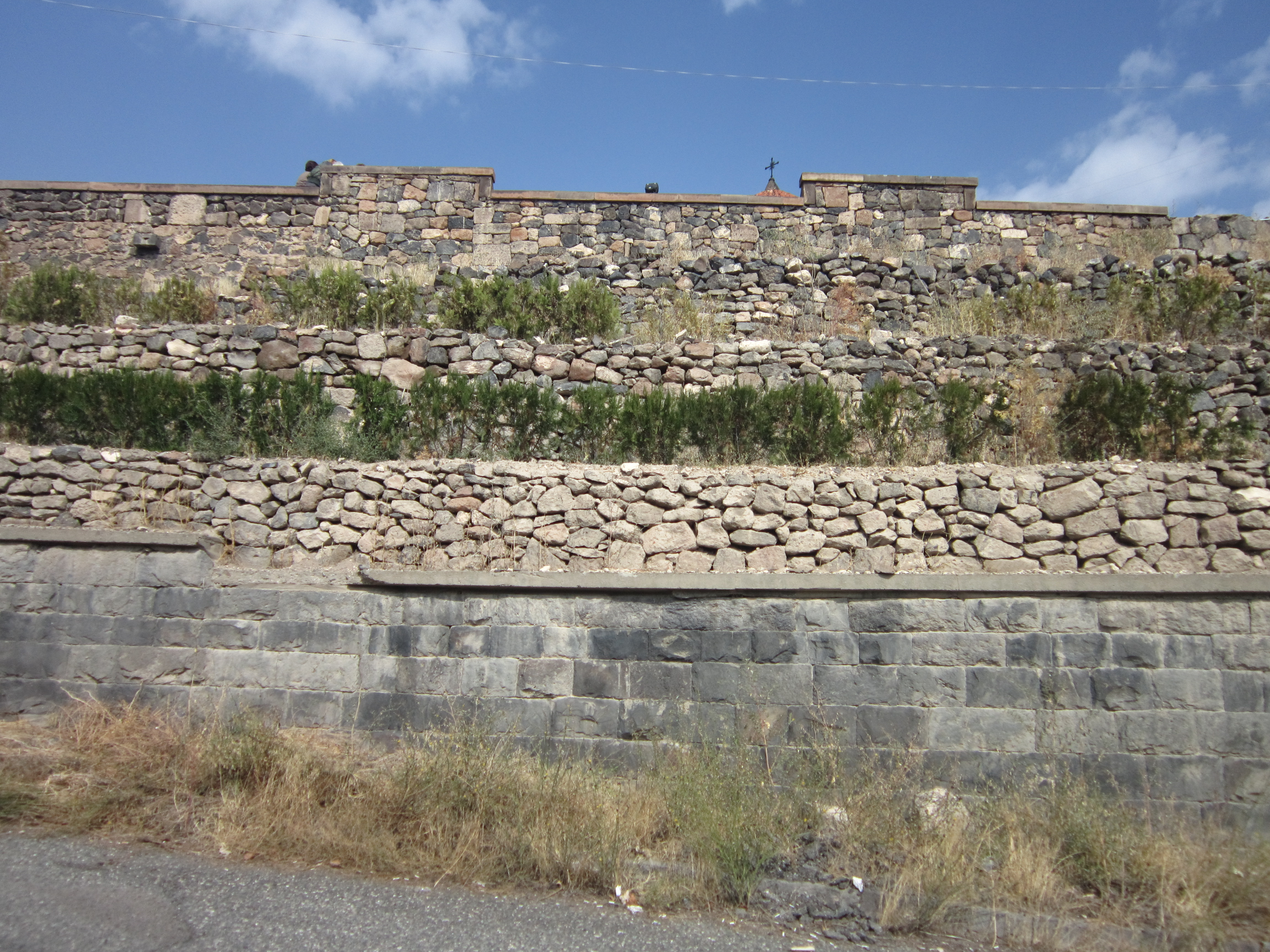